# Wissenschaftsgeschichte

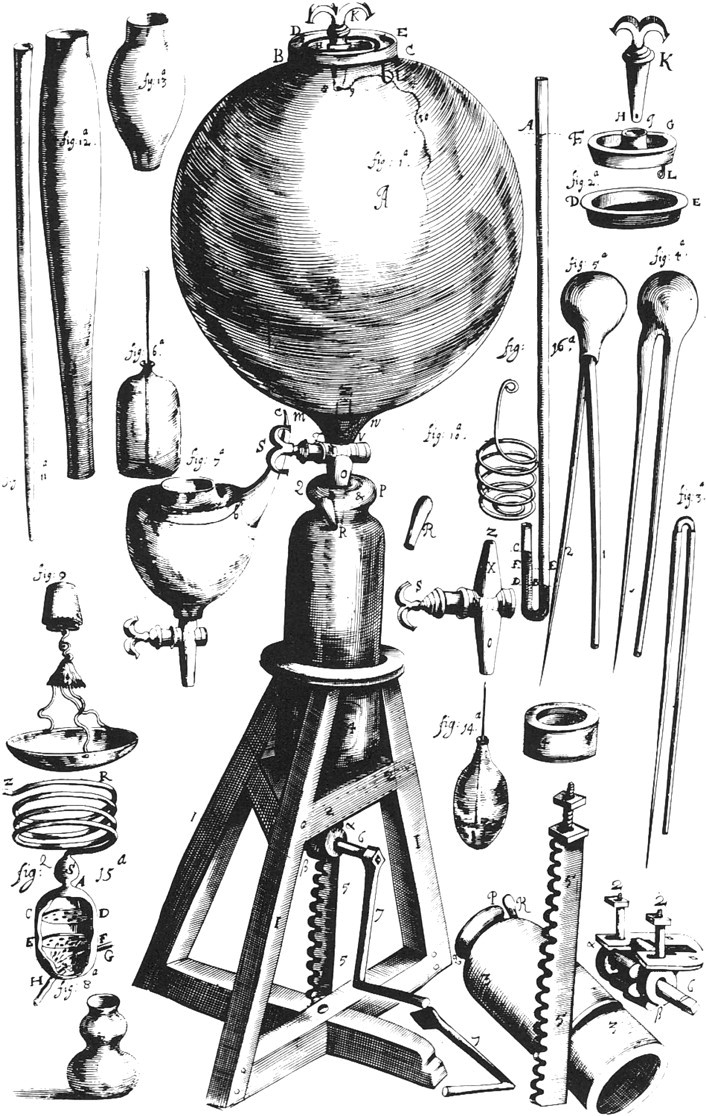
Frühe Luftpumpe von Robert Boyle aus dem 17. Jahrhundert. Die Wissenschaftsgeschichte beschäftigt sich sowohl mit den Institutionen und Praktiken als auch mit den Kontroversen, Forschungsobjekten und Instrumenten, die die Wissenschaften im Laufe ihrer Entwicklung hervorgebracht haben.

Wissenschaftsgeschichte, seltener Wissenschaftshistorik, ist die Geschichte der wissenschaftlichen Praktiken, Vorstellungen und Fachrichtungen sowie eine akademische Disziplin, die sich mit der Entstehung und Entwicklung der Wissenschaften beschäftigt. Die Erforschung und Lehre von Ideen beziehungsweise Denkansätzen wird als Ideengeschichte bezeichnet und stellt im wissenschaftlichen Kontext einen Teilbereich der Wissenschaftsgeschichte dar. Diejenigen Wissenschaftler, die sich dieser Disziplin widmen, werden als Wissenschaftshistoriker, seltener Wissenschaftsgeschichtler, bezeichnet. Da die wissenschaftliche Bearbeitung dieser Themen einerseits die Methoden der aktuellen Geschichtsforschung nutzen muss, andererseits profunde Kenntnisse des studierten Faches erforderlich sind, ist die Wissenschaftsgeschichte ein hochgradig interdisziplinäres und oft fakultätenübergreifendes Arbeitsfeld. An der Universität Hamburg konnte man zum Beispiel Wissenschaftsgeschichte (bis zur Auflösung des Instituts für Geschichte der Naturwissenschaften (IGN) 2015) nur mit einem Vordiplom oder Bachelor-Abschluss in der Fachwissenschaft belegen.
Neben studierten und graduierten Wissenschaftshistorikern mit interdisziplinärer Ausbildung, gibt es auch zahlreiche Amateurforscher auf diesem Gebiet sowie auch Forschende aus dem Gebiet der Philosophie oder Geschichtsforschung, die sich für exakte Wissenschaften interessieren und mit Schulwissen herangehen, oder umgekehrt Forschende der jeweiligen Einzelwissenschaft, die sich für die historische Entwicklung ihres Faches interessieren. Im letztgenannten Fall kann sich Wissenschaftsgeschichte als historische Reflexion der jeweiligen Fachdisziplin darstellen.

## Begriff und Inhalt
In den Gegenstandsbereich der Wissenschaftsgeschichte fallen sämtliche Teildisziplinen der Human-, Sozial-, Geistes-, Formal-, Kultur-, Naturwissenschaften, der Technik und anderer Wissenschaften, einschließlich deren Anwendungen und Entwicklungen sowie teilweise auch Disziplinen, die nach heutigem Verständnis anders klassifiziert würden, wie beispielsweise der Künste. Häufig wird für Wissenschaftsgeschichte im Englischen der Terminus history of science gebraucht, was aber missverständlich im Sinne von Geschichte der Naturwissenschaften sein kann, da unter „science“ oftmals spezifisch die Naturwissenschaften verstanden werden. Gelegentlich werden zudem die umfassenderen Begriffe „Wissensgeschichte“ oder „history of knowledge“ verwendet.
Außer der eher „internen“ Geschichte wissenschaftlicher Praxis, Theorien und Erkenntnisse können auch umliegende Themengebiete Inhalt der Wissenschaftsgeschichte sein: zum Beispiel Biographien ausgewählter Forscher, wissenschaftlich bedeutsame Expeditionen oder die Entwicklung wissenschaftlicher Zeitschriften, Verlage, Sammlungen oder Organisationen; eine solche eher „externe“ Wissenschaftsgeschichte befasst sich mit den Wechselwirkungen der Forschungstätigkeit mit der gesellschaftlichen Umwelt. Dazu gehört auch die Geschichte wissenschaftlicher Ausbildungsordnungen und Abschlüsse.

## Schwerpunkte und Zugänge
Eine erste Stufe der Wissenschaftsgeschichtsschreibung knüpft am Wirken einzelner Gelehrter an, im Sinne einer Darstellung berühmter Männer. Ein frühes Beispiel dafür ist die biographisch angeordnete Darstellung der Geschichte der Astronomie in Wien durch Georg Tannstetter (Viri Mathematici, 1514). Eine von Erfolgsbewusstsein getragene Geschichtsschreibung stellt das Erreichen des gegenwärtigen Standes in den Vordergrund; es geht dann darum, wer „der erste“ war, der zu einer noch heute anerkannten Sichtweise vorgestoßen war. Die Leistungen der früheren Forscher werden dann zweigeteilt, indem wiederholt gefragt wird, was sie bereits erkannt hatten und was noch nicht.
Diese einfache Betrachtungsweise dominierte bis nach 1900. Im 20. Jahrhundert kam es zu neuen Ansätzen. In den USA wurde Material aus der Geschichte der Naturwissenschaften für Fragestellungen anderer Fachrichtungen zugrunde gelegt: Robert K. Merton entwickelte seit ungefähr 1940 die (externe) Wissenschaftssoziologie. Thomas S. Kuhn stützte sich vor allem auf Astronomie- und Physikgeschichte bei seinem Konzept der Struktur wissenschaftlicher Revolutionen (englisch 1962), wodurch er eine neue Sichtweise der Wissenschaftstheorie verbreitete. Die Verbindung dieser drei Disziplinen – Wissenschaftsgeschichte, -soziologie und -theorie – war dann das Anliegen des Universitätsschwerpunktes Wissenschaftsforschung in Bielefeld. Die aus dem angloamerikanischen Bereich übernommene Bezeichnung STS (science, technology & society) soll die Breite des zu untersuchenden Gegenstandsbereichs betonen, stärker als das durch eine Bezeichnung wie Wissenschaftsgeschichte möglich wäre. Außerdem gewann die von Derek de Solla Price praktizierte quantitative Betrachtung der Naturwissenschaftsgeschichte (bekannt wurde sein Buch „Little Science, Big Science“, 1963) an Einfluss; es wurde die Szientometrie entwickelt.
Seit den späten 1970ern werden die praktischen Dimensionen der Wissenschaften (practical turn) stärker beachtet, mit ihren Objekten, Repräsentationen und Instrumenten sowie mit den Interaktionen und Aushandlungsprozessen der wissenschaftlichen Institutionen und der Forschungspraxis, so zum Beispiel durch Morris Berman.

## Disziplin und Studienfach
Wissenschaftsgeschichte ist eine noch relativ junge wissenschaftliche Disziplin. Die älteste wissenschaftshistorische Fachgesellschaft der Welt ist die 1901 gegründete „Deutsche Gesellschaft für Geschichte der Medizin und der Naturwissenschaften“. Pioniere der Wissenschaftsgeschichte waren der Cambridger Mineraloge und Philosoph William Whewell (1794–1866), der französische theoretische Physiker Pierre Duhem (1861–1916) sowie der österreichische Experimentalphysiker, Sinnesphysiologe und Philosoph Ernst Mach (1838–1916), der 1895 auf einen Lehrstuhl für „Philosophie, insb. Geschichte und Theorie der induktiven Wissenschaften“ an der Wiener Universität berufen wurde – einem der ersten Lehrstühle für Wissenschaftsgeschichte und -theorie weltweit. Ein weiterer Pionier war Karl Sudhoff, der das 1906 gegründete Institut für Geschichte der Medizin und der Naturwissenschaften aufbaute – es war das weltweit erste medizinhistorische Institut. 1907 begann er die Zeitschrift Archiv für Geschichte der Medizin, die später nach ihm Sudhoffs Archiv genannt und auf die Naturwissenschaftsgeschichte erweitert wurde (und schließlich auf die Wissenschaftsgeschichte).
Das erste Institut für die Geschichte der Naturwissenschaften wurde 1943 in Frankfurt/Main eingerichtet (durch Willy Hartner); es folgten Institute in Hamburg (1960, initiiert von Bernhard Sticker und Hans Schimank) sowie München (1963, initiiert von Kurt Vogel). Weitere Institute beziehungsweise Lehrstühle wurden in Tübingen, Stuttgart, Mainz, Berlin und Regensburg eingerichtet. Die geisteswissenschaftliche Methoden verwendende Erforschung der Geschichte unterscheidet sich deutlich von naturwissenschaftlicher Forschung, weshalb für die Naturwissenschaftsgeschichte (und ähnlich für Mathematik-, Medizin- und Technikgeschichte) solche Initiativen nötig waren – diese Disziplingeschichten waren in besonderem Maße von ihrer Institutionalisierung abhängig. Den Geistes- und Sozialwissenschaften liegt eine Reflexion über die Geschichte des jeweils eigenen Faches näher.
Die Gesellschaft für Wissenschaftsgeschichte gibt seit 1978 die Berichte zur Wissenschaftsgeschichte heraus. Hier wurde gegenüber der früheren Einschränkung auf Naturwissenschaftsgeschichte ein umfassenderes Konzept von Wissenschaftsgeschichte vertreten. Diese Tendenz wurde etwa seit 1990 verstärkt sichtbar. Die Verbreiterung der Naturwissenschaftsgeschichte führt aber nicht von selbst zu vertieften Einsichten. Das Werden der Gesamtheit der Wissenschaften lässt sich von einem einzelnen Historiker kaum erfassen. Zum Erkennen von Querverbindungen und Parallelentwicklungen verschiedener Disziplinen ist die Zusammenarbeit von Disziplinhistorikern erforderlich. Wenn ein Einzelner eine Gesamtschau versucht, gerät eine solche Wissenschaftsgeschichte in die Nähe der Philosophiegeschichte.
Mit der Gründung des Max-Planck-Instituts für Wissenschaftsgeschichte im Jahr 1994 setzte die Max-Planck-Gesellschaft einen nachhaltigen Impuls für die Forschung auf diesem Gebiet. An bundesdeutschen Hochschulen ist das Fach meist in den Bereichen Philosophie, Geschichte (etwa verbunden mit der Universitätsgeschichte) oder innerhalb der jeweiligen Disziplin (zum Beispiel Medizingeschichte) angesiedelt. An der Universität Hamburg, der Universität Regensburg, der TU Berlin, der Friedrich-Schiller-Universität Jena und der Universität Stuttgart werden eigene Hauptfachstudiengänge angeboten. Als historisches Fach besteht hinsichtlich der Methodik ein enger Bezug zu den Geschichtswissenschaften. Gleichzeitig ist die Verankerung in der jeweiligen Fachdisziplin unabdingbar. Mit der Reform der Studiengänge im Zuge des Bologna-Prozesses schränkte sich das Angebot an rein wissenschaftshistorischen Studiengängen weiter ein. So wird lediglich an der Universität Stuttgart ein Hauptfach-Bachelor angeboten, Masterstudiengänge im Fach Wissenschaftsgeschichte gibt es nur mehr an der Friedrich-Schiller-Universität Jena und der Universität Regensburg. Hier gibt es auch Angebote im Bachelorbereich, aus Kapazitätsgründen allerdings nur als Neben- beziehungsweise Ergänzungsfach. Ferner gibt es integrative Masterstudiengänge zu Wissenskulturen (so etwa in Frankfurt und Stuttgart) oder zu Digital Humanities, in denen Wissenschaftsgeschichte eine wichtige Rolle spielt. An der Universität Wien wird zudem unter Zusammenarbeit von Wissenschaftsphilosophie, Science and Technology Studies und Wissenschaftsgeschichte ein interdisziplinärer Masterstudiengang mit dem Titel Epistemologies of Science and Technology angeboten. 2011 wurde nach dreijähriger Vakanz der Lehrstuhl Wissenschaftsgeschichte an der Ludwig-Maximilians-Universität München neu besetzt und ist mit einer eigenen Abteilung in die Geschichtswissenschaften integriert.
An bundesdeutschen Hochschulen gibt es inzwischen eine Reihe von Professuren mit unterschiedlichen Ausrichtungen und Schwerpunkten sowie verschiedene Graduiertenkollegs. Fachübergreifende Forschungsaktivitäten (Interdisziplinarität) werden für die Ausdifferenzierung des Faches künftig eine stärkere Bedeutung erlangen. In der deutschen Wissenschaftspolitik ist die Wissenschaftsgeschichte als Kleines Fach eingestuft.
Im englischen Sprachraum war George Sarton ein wichtiger Pionier. 1912 gründete er die Zeitschrift Isis. Seit 1955 vergibt die von Sarton und Lawrence Joseph Henderson gegründete History of Science Society (HSS) die George-Sarton-Medaille für besondere Leistungen auf dem Gebiet der Wissenschaftsgeschichte. Anlässlich des 6. Geschichtswissenschaftlichen Kongresses 1928 entstand außerdem die Académie internationale d’histoire des sciences, die die Zeitschrift Archives internationales d'histoire des sciences herausgibt. 1947 wurde die „International Union of the History of Science“ (IUHS) gegründet, die sich 1956 mit der „International Union for the Philosophy of Science“ (IUPS) zur „International Union of the History and Philosophy of Science“ (IUHPS) zusammenschloss. Innerhalb dieser wiederum wird die Wissenschaftsgeschichte durch die „Division of History of Science and Technology“ (DHST) repräsentiert.

## Weiterführende Literatur
- Veronika Lipphardt, Daniel Ludwig: Wissens- und Wissenschaftstransfer. In: Europäische Geschichte Online. Hrsg. vom Institut für Europäische Geschichte (Mainz). 2011, Abruf am 8. März 2021 (pdf).
- Marianne Sommer u. a. (Hrsg.): Handbuch Wissenschaftsgeschichte. Metzler, Stuttgart 2017, ISBN 978-3-476-02465-7.
- Fritz Wagner (Hrsg.): Orbis academicus. Problemgeschichten der Wissenschaft in Dokumenten und Darstellungen. Geisteswissenschaftliche, naturwissenschaftliche und philosophische/theologische Abteilung. 49 Werke in 59 Bänden. Verlag Karl Alber, Freiburg / München 1951–1987.
- Herbert Hörz: Wissenschaft als Prozess. Akademie-Verlag, Berlin 1988, ISBN 3-05-000600-5. Aktuelles Vorwort von 2013
- Thomas S. Kuhn: Die Entstehung des Neuen, Studien zur Struktur der Wissenschaftsgeschichte. Herausgeber Lorenz Krüger, Frankfurt am Main 1977, ISBN 978-3-518-07447-3.

Einführung in die Wissenschaftsgeschichte
- John Desmond Bernal, Science in History. London 1954 (Übers. Ludwig Boll: Die Wissenschaft in der Geschichte. Berlin, 1967, beziehungsweise Die Sozialgeschichte der Wissenschaften. Rowohlt, Hamburg 1978, ISBN 3-499-16224-5).
- Helge Kragh: An Introduction to the Historiography of Science. Cambridge University Press, Cambridge 1990.
- Peter Schmitter, Historiographie und Narration. Metahistoriographische Aspekte der Wissenschaftsgeschichtsschreibung der Linguistik. Narr, Tübingen 2003, ISBN 3-8233-6004-3
- Hans Joachim Störig: Kleine Weltgeschichte der Wissenschaft in zwei Bänden. Hrsg. von Abraham Melzer. 2 Bände. Parkland, Köln 2004, ISBN 3-89340-056-7.
- Rudolf Vierhaus (Hrsg.): Wissenschaften im Zeitalter der Aufklärung. Vandenhoeck & Ruprecht, Göttingen/Zürich 1985.

Geschichte der Wissenschaftsgeschichte
- Dietrich von Engelhardt: Historisches Bewusstsein in der Naturwissenschaft: von der Aufklärung bis zum Positivismus. Alber, Freiburg [u. a.] 1979.
- Klaus Hentschel: Mach, Ernst. In: Neue Deutsche Biographie (NDB). Band 15, Duncker & Humblot, Berlin 1987, ISBN 3-428-00196-6, S. 605–609 (Digitalisat).
- Klaus Hentschel: Die Korrespondenz Duhem-Mach: Zur ‚Modellbeladenheit‘ von Wissenschaftsgeschichte. In: Annals of Science. Band 45, 1988, S. 73–91.

Aktuelle Tendenzen der Wissenschaftsgeschichte
- Mario Biagioli (Hrsg.): The Science Studies Reader. Routledge, New York [u. a.] 1999.
- Olaf Breidbach: Bilder des Wissens: zur Kulturgeschichte der wissenschaftlichen Wahrnehmung. Fink, München 2005.
- Michael Hagner (Hrsg.): Ansichten der Wissenschaftsgeschichte. Fischer, Frankfurt am Main 2001, ISBN 3-596-15261-5.
- Bernhard vom Brocke: Das Elend der Wissenschaftsgeschichte in Deutschland. Zur Entwicklung der Wissenschaftsgeschichte seit Ranke, insbesondere im 20. Jahrhundert. In: Mitteilungen der Österreichischen Gesellschaft für Wissenschaftsgeschichte. Band 13, 1993, S. 3–81.
- Jan Alexander van Nahl: Die Flüchtigkeit der Information. Wissenschaftsgeschichte im digitalen Zeitalter (= Transformationen von Wissen und Wissenschaft im digitalen Zeitalter. Band 3). Ripperger & Kremers, Berlin 2014.

Practical Turn der Wissenschaftsgeschichte
- Olaf Breidbach et al. (Hrsg.): Experimentelle Wissenschaftsgeschichte. Wilhelm Fink, München 2010. ISBN 978-3-7705-4995-5.
- Moritz Epple, Claus Zittel (Hrsg.): Science as Cultural Practice, Band 1: Cultures and Politics of Research from Early Modern Period to the Age of Extremes. Berlin 2010, ISBN 978-3-05-004407-1.
- Andrew Pickering: The Mangle of Practice. Chicago u. a. 1995, ISBN 0-226-66802-9.
- Andrew Pickering (Hrsg.): Science as practice and culture. Chicago u. a. 1992, ISBN 0-226-66800-2.

Visual Turn der Wissenschaftsgeschichte
- Horst Bredekamp, Birgit Schneider, Vera Dünkel (Hrsg.): Das technische Bild. Kompendium zu einer Stilgeschichte wissenschaftlicher Bilder. Akademie Verlag, Berlin 2008.
- Klaus Hentschel: Visual Cultures of Science and Technology: A Comparative History. Oxford University Press, Oxford 2014 (und dort genannte weitere Werke).

Zeitschriften für das Gebiet der gesamten Wissenschaftsgeschichte
- Archives internationales d’histoire des sciences
- Berichte zur Wissenschaftsgeschichte
- Isis. A Journal of the History of Science Society
- Mitteilungen der Österreichischen Gesellschaft für Wissenschaftsgeschichte
- NTM Schriftenreihe für Geschichte der Naturwissenschaften, Technik und Medizin
- Studies in the History and Philosophy of Science
- Sudhoffs Archiv. Zeitschrift für Wissenschaftsgeschichte
- History of Science

Buchreihen für Wissenschaftsgeschichte
- Beiträge zur Wissenschaftsgeschichte und Wissenschaftsforschung
- Boston Studies in the Philosophy and History of Science
- Frontiers in the History of Science
- Neuere Medizin- und Wissenschaftsgeschichte
- Palgrave Studies in the History of Science and Technology
- Springer Biographies
- SpringerBriefs in History of Science
- Stuttgarter Beiträge zur Wissenschafts- und Technikgeschichte
- Sudhoffs Archiv – Beihefte
- Verlag für Geschichte der Naturwissenschaften und der Technik